# Гараджаев, Джейхун Ясин оглы
Джейхун Ясин оглы Гараджаев (азерб. Qaracayev Ceyhun; род. 20 июня 1965, Баку, Азербайджанская ССР, СССР) — азербайджанский государственный деятель. Судья Конституционного суда Азербайджана (с 2010).

## Биография
Родился 20 июня 1965 года в городе Баку. 
В 1982 году начал трудовую деятельность с должности секретаря судебного заседания Бакинского городского суда.
В 1987 году поступил на юридический факультет Одесского национального университета имени И. И. Мечникова. В 1990 году перевелся на юридический факультет Бакинского государственного университета, который окончил в 1993 году. 
Впоследствии продолжил научно-исследовательскую деятельность в аспирантуре Одесской государственной юридической академии. 
Являлся преподавателем (ассистентом и доцентом) Одесской государственной юридической академии на кафедре конституционного права.
14 марта 1998 года защитил диссертацию на соискание ученой степени кандидата юридических наук по специальности 12.00.02 «конституционное право» в Одесской государственной юридической академии на тему «Конституционные права и свободы человека и гражданина в странах Содружества Независимых Государств и международно-правовые стандарты (на материалах Украины, России, Азербайджана)». Научным руководителем был доктор юридических наук, профессор, заслуженный деятель науки и техники Украины, заведующий кафедрой конституционного и международного права Одесской государственной юридической академии Марк Орзих, официальными оппонентами — доктор юридических наук, профессор, заведующий Львовской лаборатории прав человека Академии правовых наук Украины, профессор кафедры теории и истории государства и права юридического факультета Львовского государственного университета им. И. Франко Рабинович Петр Моисеевич и кандидат юридических наук, доцент, депутат Верховной рады Украины, председатель подкомитета по вопросам судебной реформы Шишкин Виктор Иванович.
С 1999 года преподавал курсы по конституционному праву и правам человека в различных высших учебных заведениях Азербайджана. 
28 марта 2006 получил учёное звание доцента.
Доцент кафедры конституционного права Бакинского государственного университета.
В 2002 году участвовал в качестве национального эксперта в составлении Отчёта о соответствии правовой системы Азербайджана Европейской конвенции о защите прав и основных свобод человека.
В 2004—2007 годах продолжил образование в докторантуре на кафедре конституционного права Одесской национальной юридической академии.
С 2006 года работал в должности эксперта Комитета правовой политики и государственного строительства Национального собрания Азербайджана. С 2008 года являлся заместителем начальника отдела законодательства в сфере государственного строительства Аппарата парламента Азербайджана.
22 июня 2010 года Милли Меджлис Азербайджана большинством голосов депутатов (103 голоса «за» при необходимых по крайней мере 63) утвердил представленную президентом кандидатуру Джейхуна Гараджаева на должность судьи Конституционного суда Азербайджана сроком на 15 лет. В тот же день Д. Гараджаев принес присягу в зале заседаний Милли Меджлиса.
Член Международного комитета по предотвращению пыток (19 декабря 2015 — декабрь 2019).
15 сентября 2017 защитил диссертацию на соискание ученой степени доктора юридических наук по специальности 12.00.02 «конституционное право; муниципальное право» в Одесской юридической академии на тему «Конституционный Суд Азербайджанской Республики: теория и практика», посвященную исследованию конституционного статуса Конституционного Суда Азербайджанской Республики и перспективам его совершенствования с применением опыта Суда ЕС. Официальными оппонентами были доктор юридических наук, профессор, заведующий кафедрой конституционного права и сравнительного правоведения Ужгородского национального университета Бисага Юрий Михайлович, доктор юридических наук, профессор, профессор кафедры государственного строительства Национального юридического университета имени Ярослава Мудрого Любченко Павло Миколайович, доктор юридических наук, доцент, заведующий кафедрой правосудия Черновицкого национального университета имени Юрия Федьковича Щербанюк Оксана Володимировна. Получил степень доктора юридических наук Украины.
13 июля 2018 года присуждена степень доктора юридических наук Азербайджана

## Награды
- Медаль «Прогресс» (10 июля 2018, по случаю 20-летия создания Конституционного суда Азербайджанской Республики, за плодотворную деятельность в судебных органах и на государственной службе)[10][11]
- Медаль «100-летие Азербайджанской Демократической Республики (1918-2018)»   (27 мая 2019)
- Орден «За службу Отечеству» III степени (13 июля 2023, за плодотворную деятельность в судебных органах и на государственной службе)[12]
- Медаль «100-летие Гейдара Алиева (1923—2023)» (2 февраля 2024).

## Научная деятельность
Дж. Я. Гараджаев выявил и обосновал, что:
1. установленный в Основном Законе АР квалификационные требования к кандидатам на должности судей Конституционного Суда четкими и недвусмысленными. Такие оценочные критерии, как безупречная репутация, рекомендуется считать факультативными и учитывать в процессе отбора кандидатов на должности судей Конституционного Суда АР;
2. для дальнейшего совершенствования предварительного отбора кандидатов на должности судей Конституционного Суда АР рекомендована положительная косвенная рецепция соответствующего опыта Суда ЕС в части создания Комитета экспертов при Президенте АР;
3. с целью повышения уровня независимости судей Конституционного Суда АР сформулировано предложение заменить избрания их на 15-летний срок избранием пожизненно;
4. рекомендована прямая рецепция опыта Суда ЕС в части включения в состав Конституционного Суда АР генеральных адвокатов, основной функцией которых будет представление выводов по делам определенного вида, рассматриваются Конституционным Судом АР. Распределение дел между генеральными адвокатами предложено возложить на Председателя Конституционного Суда АР. На основании сравнения количества судей с количеством генеральных адвокатов в суде ЕС сформулировано предложение о создании в Конституционном Суде АР четырех вакансий генеральных адвокатов;
5. целесообразно закрепить за кандидатами на должности генеральных адвокатов Конституционного Суда АР требования, аналогичные требованиям к кандидатам на должности судей Конституционного Суда АР;
6. целесообразно установить порядок формирования корпуса генеральных адвокатов Конституционного Суда АР, аналогичным порядку формирования судейского корпуса исследуемого органа;
7. целесообразно установить одинаковый срок полномочий для судей и генеральных адвокатов Конституционного Суда АР — пожизненное занятие должности до достижения предельного возраста пребывания на ней (70 лет);
8. с учетом опыта Суда ЕС сформулировано предложение о целесообразности сокращения в Законе АР «О Конституционном Суде» количества норм процесуального характера с тем, чтобы регламентацию своей деятельности осуществлял Конституционный Суд АР на уровне своего внутреннего Устава (Регламента) разработаны соответствующие изменения в Закон АР «О Конституционном Суде»;
9. На основании опыта Суда ЕС аргументирована целесообразность передачи Верховному Суду АР полномочий относительно толкования законов и других нормативных актов с тем, чтобы Конституционный Суд АР осуществлял официальное толкование только норм Основного Закона АР[9]

## Основные научные труды
Монография, учебники и пособия:
1. Гараджаев Д. Конституционный Суд Азербайджанской Республики: теория и практика: монография. — Одесса: Издат. дом «Гельветика», 2016. — 400 с. (Рецензии на монографию: Батанов А. В. Концептуальные проблемы формирования и осуществления конституционного контроля в Азербайджанской Республике // Прикарпат. юрид. вісник. — 2016. — Вип. 6. — С. 199—200; Васильченко О. П. Конституционный контроль: опыт Азербайджанской Республики // Наук. вісник Міжнар. гуманітар. ун-ту. — 2016. — № 24. — С. 150).
2. Гараджаев Д. Я. Конституционное право Азербайджанской Республики // Конституционное право зарубежных стран: учебник / Н. В. Мишина, А. Р. Крусян, Д. Я. Гараджаев [и др.]. — Х. : Право, 2015. — С. 496—528.
3. Гараджаєв Д. Я. Конституційне право Азербайджанської Республіки // Конституційне право зарубіжних країн / за ред. Н. В. Мішиної, В. О. Міхальова. — Дніпропетровськ: Середняк ТК, 2014. — Т. 2 : Особлива частина. — С. 4-29.
4. Гараджаев Д. Я. Права человека в Азербайджанской Республике: учеб.-метод. пособие. — Баку, 2002. — 72 с.
5. Qaracayev C.Y. Azərbaycan Respublikasında İnsan Hüquqları. Tədrismetodik vəsait. — Bakı, 2002. — 70 s.

Статьи в научных изданиях Украины:
1. Гараджаев Д. Я. Функционально-компетенционные характеристики органов конституционного контроля // Наук. вісник Ін-ту законодавства Верховної Ради України. — 2017. — № 1. — С. 35-47.
2. Гараджаев Д. Я. Реформирование места Конституционного Суда в системе органов государственной власти Азербайджанской Республики: опыт Суда ЕС // Юрид. наук. електр. журн. — 2017. — № 1. — С. 26-29.
3. Гараджаев Д. Я. Процессуальные гарантии независимости судей Конституционного Суда Азербайджанской Республики и Суда Европейского Союза // Вісник Південного регіонального центру Нац. акад. правових наук України. — 2017. — № 10. — С. 53-60.
4. Гараджаев Д. Я. Права и обязанности судей Конституционного Суда Азербайджанской Республики и Суда Европейского Союза как элемент их статуса // Прикарпат. юрид. вісник. — 2016. — Вип. 6. — С. 36-39.
5. Гараджаев Д. Я. К вопросу о «Конституции» Европейского Союза // Прикарпат. юрид. вісник. — 2016. — Вип. 1. — С. 33-36.
6. Гараджаев Д. Я. Методология сравнительных исследований органов конституционного правосудия // Конституційно-правові акад. студії. — 2016. — № 1. — С. 100—108.
7. Гараджаев Д. Я. О предпосылках использования сравнительного метода в конституционно-правовых исследованиях // Прикарпат. юрид. вісник. — 2016. — Вип. 4. — С. 23-27.
8. Гараджаев Д. Я. Отбор кандидатов в судьи Конституционного Суда Азербайджанской Республики и Суда Европейского Союза: сравнительный анализ // Вісник Маріуп. держ. ун-ту. Серія: Право. — 2016. — № 2. — С. 56-68.
9. Гараджаев Д. Я. К вопросу о возрастном цензе для судей конституционных судов (на материалах Конституционного Суда Азербайджанской Республики) // Порівняльне аналітичне право. — 2016. — № 3. — С. 53-56.
10. Гараджаев Д. Я. Место Конституционного Суда в системе органов государственной власти Азербайджанской Республики // Юрид. наук. електр. журн. — 2016. — № 6. — С. 42-45.
11. Гараджаев Д. Я. Конституционный контроль в обеспечении принципа правовой определенности // Юрид. вестник. — 2015. — № 3. — С. 253—259.
12. Гараджаев Д. Я. Конституционный контроль в системе конституционализма // Юрид. вестник. — 2015. — № 4. — С. 40-45.
13. Гараджаев Д. Я. К вопросу о правовом статусе конституционных судов // Наук. вісник Міжнар. гуманітар. ун-ту. — 2015. — № 18, т. 1. — С. 38-40.
14. Гараджаєв Д. Я. До питання про зміни та доповнення до Конституції: досвід Азербайджанської Республіки // Правничий часопис Донецьк. ун-ту. — 2015. — № 1/2. — С. 84-90.
15. Гараджаев Д. Я. Право на свободу совести и религии: проблемы правового ограничения в свете европейских стандартов // Актуальні проблеми політики: зб. наук. пр. — 2007. — С. 148—156.
16. Гараджаев Д. Я. Проблема ограничения права на частную жизнь в сфере обеспечения национальной безопасности // Сб. науч. тр. НАН Украины. — 2007. — № 38. — С. 272—279.
17. Гараджаев Д. Я. Национальная безопасность и пределы ограничения прав человека // Юрид. вестник. — 2006. — № 2. — С. 78-83.
18. Гараджаев Д. Я. Гарантии защиты конституционных прав и свобод человека и гражданина при обеспечении национальной безопасности государства // Юрид. вестник. — 2006. — № 4. — С. 115—122.
19. Гараджаев Д. Я. Контрольно-надзорный механизм в системе защиты прав и свобод человека и гражданина (на материалах Украины, России, Азербайджана) // Юрид. вестник. — 2004. — № 1. — С.75-81.
20. Гараджаев Д. Я. Конституционный запрет пыток в правовой системе Азербайджана // Юрид. вестник. — 2004. — № 4. — С. 68-74.
21. Гараджаев Д. Я. Реализация международных стандартов прав человека в правовой системе Украины. Круглый стол в редакции: Всеобщая декларация прав человека и Украина (материалы обсуждения) // Юрид. вестник. — 1999. — № 1. — С. 73-74.
22. Гараджаев Д. Я. Человек и гражданин в системе конституционализма // Актуальные проблемы гос. и права. — 1999. — Вып. 6, ч. 1. — С. 172—179.

Статьи в зарубежных изданиях и изданиях Украины, включенных в международных научно-метрических баз:
1. Гараджаев Д. Я. Должностные лица Конституционного Суда Азербайджанской Республики и Суда Европейского Союза // Legea Si Viata. — 2017. — № 3. — С. 32-35.
2. Qaracayev C.Y. Azerbaijan constitution court’s role in protecting democracy: lessons from the EU // Молодий вчений. — 2016. — № 12. — С. 567—570.
3. Гараджаев Д. Я. Суд справедливости в конституционно-правовых исследованиях // Молодий вчений. — 2015. — № 12(3). — С. 72-75.
4. Qaracayev C.Y. İnsan hüquqlarının təminatında məhkəmə konstitusionalizmi / C.Y. Qaracayev // Polis Akademiyasının elmi xəbərləri. — 2012. — № 4. — S. 27-30.
5. Гараджаев Д. Я. Конституционализация правовой системы с целью обеспечения принципа пропорциональности // Azərbaycan Respublikası Konstitusiya Məhkəməsinin Məlumatı. — 2012. — № 3. — S. 97-100.
6. Qaracayev C.Y. Formation of the institute of special opinion in the practice of the constitutional court of the Azerbaijan Republic // Constitutional law review. Georgia. — 2011. — № 4. — P. 131—133.
7. Гараджаев Д. Я. Формирование института особого мнения в практике Конституционного Суда Азербайджанской Республики // Azərbaycan Respublikası Konstitusiya Məhkəməsinin məlumatı. — 2010. — № 3. — С. 117—119.
8. Гараджаев Д. Я. Гарантия прав человека в процессе конституционных реформ в Азербайджане // Azərbaycan Respublikası Konstitusiya Məhkəməsinin məlumatı. — 2010. — № 4. — С. 123—128.
9. Гараджаев Д. Я. Конституционно-правовые особенности системы обеспечения национальной безопасности // Diplomatiya və hüquq-NATO. — 2008. — № 3. — S. 6-11.
10. Гараджаев Д. Я. Ограничение конституционных прав и свобод человека в целях защиты основ конституционного строя и обеспечения национальной безопасности // Вестник Межпарламент. Ассамблеи СНГ. — 2007. — № 3. — С. 223—231.
11. Гараджаев Д. Я. Конституционные пределы ограничения права на личную неприкосновенность в свете Европейской Конвенции о защите прав человека и основных свобод // Междунар. право и проблемы интеграции: науч.-аналит. и практ. журн. — 2007. — № 2 (10). — С. 50-57.
12. Гараджаев Д. Я. Конституционные гарантии права человека на труд в Азербайджане и пределы его ограничения // Междунар. право и проблемы интеграции: науч.-аналит. и практ. журн. — 2006. — № 2 (06). — С. 38-46.
13. Qaracayev C.Y. İnsan hüquqları əsas prinsipləri // Qanunçuluq. — 2006. — № 1. — S. 36-40.
14. Qaracayev C.Y. Azərbaycan Respublikasında milli təhlükəsizliyin konstitusion-hüquqi vəziyyəti // Qanunçuluq. — 2003. — № 3. — S. 26-30.
15. Гараджаев Д. Я. Обеспечение международных стандартов в сфере прав человека и гражданина в правовой системе Азербайджана (часть первая) // Возрождение — XXI век / ИГСМО АН Азербайджана. — 2000. — № 4. — С. 26-37.
16. Гараджаев Д. Я. Обеспечение международных стандартов в сфере прав человека и гражданина в правовой системе Азербайджана (часть вторая) // Возрождение — XXI век / ИГСМО АН Азербайджана. — 2000. — № 5. — С. 58-64.
17. Qaracayev C.Y. İnsan Hüquqları və onun təminatında prokurorluğun rolu // Hüquqi dövlət və qanun. — 2000. — № 7-8. — S. 47-49.
18. Гараджаев Д. Я. Обеспечение прав человека в Азербайджанской Республике органами прокуратуры // Возрождение — XXI век / ИГСМО АН Азербайджана. — 2000. — № 10. — С. 36-42.
19. Гараджаев Д. Я. Новая методика преподавания права в Азербайджане // Qanun. — 1999. — № 11-12. — С. 42‑43.
20. Qaracayev C.Y. Klinik hüquqi təhsil // Hüquqi dövlət və qanun. — 1999. — № 9. — S. 55.